# دستور عملیات شماره ۳۵

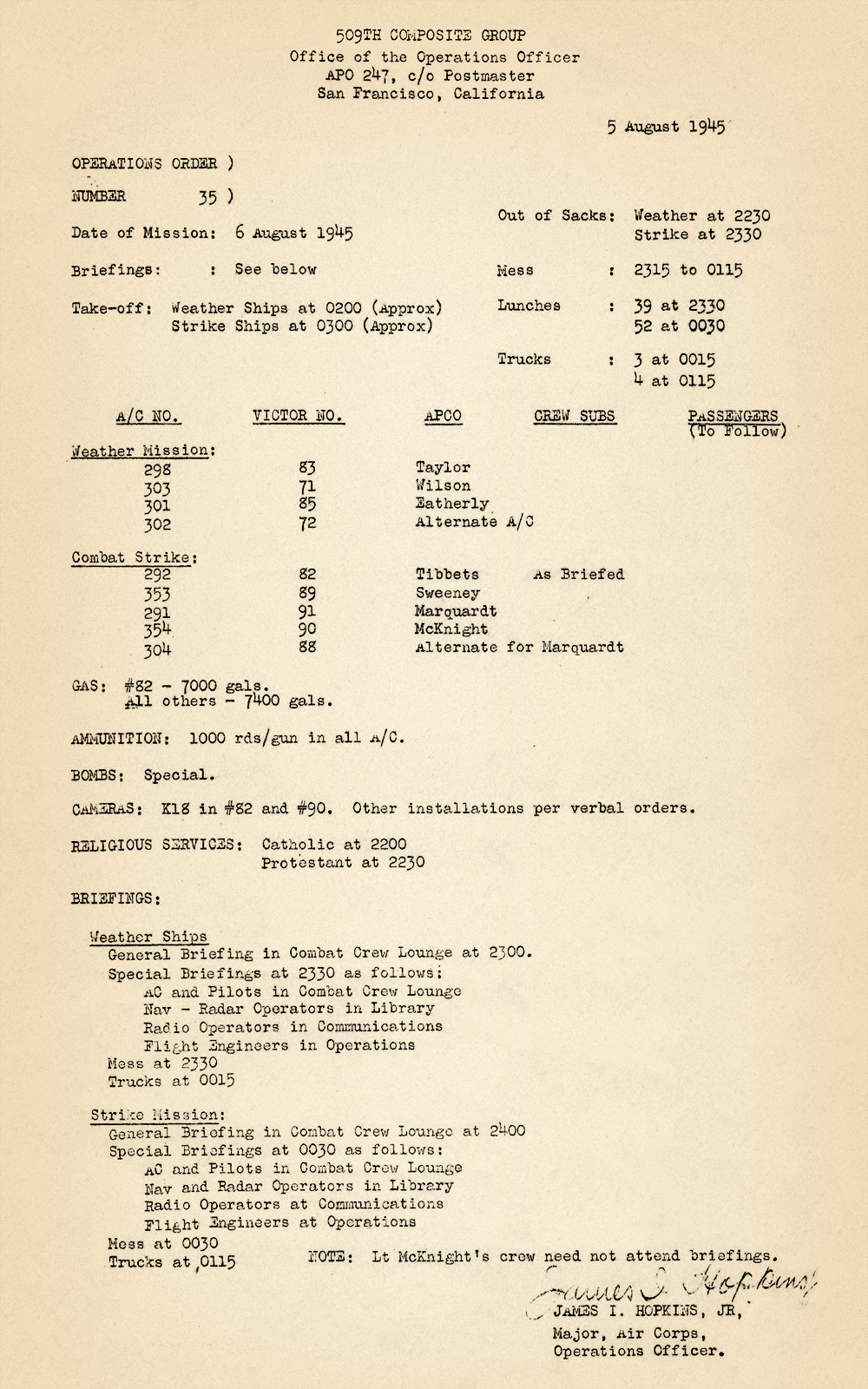

دستور عملیات شماره ۳۵ (به انگلیسی: Operations Order No. 35)، فرمانی بود که توسط گروه کامپوزیت ۵۰۹ در ۵ اوت ۱۹۴۵ برای ماموریت بمباران اتمی در هیروشیما، ژاپن، در طول جنگ جهانی دوم صادر شد. این فرمان توسط افسر عملیات، سرگرد جیمز آی. هاپکینز جونیور، که بعداً در حمله بمباران اتمی ۹ اوت ۱۹۴۵ به ناگاساکی، ژاپن با نام مستعار "Dimples 90" پرواز کرد، امضا شد.